# Арена смелых
«Арена смелых» — советский кинофильм 1953 года. Совместная работа режиссёров Сергея Гурова и Юрия Озерова. Фильм представляет собой экранизацию циркового представления, фильм-концерт.

## Сюжет
В фильме показано цирковое представление, в котором принимают участие молодые мастера советского цирка.

## В ролях
- Олег Попов
- Эдуард Середа
- Борис Вяткин
- Мануэла Папян
- Виолетта Кисс
- Александр Кисс
- Ирина Сидоркина
- Хосров Абдуллаев
- Владимир Самохвалов
- Изабелла Королёва
- Марика Королёв
- Гитана Леонтенко

## Съёмочная группа
- Авторы сценария: Сергей Гуров и Юрий Озеров
- Режиссёры: Сергей Гуров и Юрий Озеров
- Операторы: Эра Савельева и Фёдор Фирсов
- Композитор : Юрий Левитин
- Художник по костюму: Валентин Перелётов и Василий Щербак

## Технические данные
- СССР, 1953
- документальный фильм, музыкально-цирковое представление, фильм-концерт
- 72-76 мин.

## Другие названия
- ,  Англоязычное название: Ring of Daring

## Награды
- Приз за лучший документальный фильм на МКФ в Венеции[1].

## Дополнительная информация
- Одним из дистрибьюторов этого фильма в России является компания Восток В (серия Энциклопедия Мастера Кино)